# Lofti Akalay
Lofti Akalay (Tànger, 1943 - 18 de desembre del 2019), escriptor marroquí que es caracteritza pel seu estil provocador i d'humor corrosiu.
Després de llicenciar-se en economia política i estudiar Ciències Polítiques, no començà a escriure per la premsa marroquina fins al 1990, amb aportacions a diaris com Al Bavane, i estrangers com La Vie Économique, Charlie Hebdo, Jeune Afrique, etc.
El 1996 va publicar la seva primera novel·la “Les nits d'Azed”, traduïda a 8 idiomes. Altres llibres reconeguts de Lotfi són “Ibn Battouta, Prince des Voyageurs” i “Les nouvelles de Tanger”, una recopilació dels seus articles, actualment no traduïts al castellà.
Lotfi va crear també l'ONG “Maghreb sans frontières”, associació destinada a facilitar la comunicació dels magribins a través del teixit associatiu.